# Oulangia stokesiana
Oulangia stokesiana is een rifkoralensoort uit de familie van de Rhizangiidae. De wetenschappelijke naam van de soort is voor het eerst geldig gepubliceerd in 1848 door Milne-Edwards & Haime.